# Otàlgia
Otàlgia és el dolor d'orella.
L'otàlgia primària és el dolor d'orella que s'origina dins de l'orella, generalment per una otitis. L'otàlgia referida és el dolor d'orella que s'origina des de l'exterior de l'orella, així pot ser causada per diverses condicions, com ara dents retinguts, amigdalitis; i menys freqüentment: sinusitis, rinofaringitis, càncer de gola, i ocasionalment com una aura sensorial que precedeix a una migranya.